# FripSide
A fripSide egy japán trance és pop duó, amelyet Jaginuma Szatosi (Sat) zeneszerző és Nao énekesnő alapított 2002 februárjában. 2009-ben az alapító tagok különváltak, Nao szólóénekesi karrierbe kezdett, Sat pedig Nandzsó Josino szinkronszínésznővel folytatta. Az együttes dalai visual novel videójátékokban és animesorozatokban, köztük a Koihime muszóban és a Toaru kagaku no Railgunban is hallhatók.

## Története
A fripSide együttest Jaginuma Szatosi (Sat) zeneszerző és Nao énekesnő alapította 2002 februárjában. Kezdetben dalaikat a japán amatőr és független zenei (indie) közösség felé jelentették meg. A muzie online CD áruházban minden albumuk magas számmal kelt el. 2006 júliusában több mint 6000 példány kelt el első három albumukból.
Hivatalosan 2006-ban lettek tagjai a Visual Art’s kiadónak. A legtöbb daluk a Visual Art’s visual novel videójátékaihoz készült. A „fripSide NAO project” csoport 2007. március 30-án alakult, dalai eltérnek a fripSide megszokott stílusától és nem követik a fripSide mottóját, miszerint olyan dalokat írnak, amik mindenkit megcéloznak. Egy album és egy kislemez jelent meg a fripSide NAO project alatt. Sat egy 2008-as interjúban elmondta, hogy elemi és középiskolában hatott rá a TM Network és egyik tagja, Komuro Tecuja akinek nagy rajongója volt és 14 éves korában kezdett bele a zeneszerzésbe.
2009. március 15-én Nao a fripSide hivatalos weboldalán jelentette be távozását az együttesből. Sat és Nao külön zenei karriert választott, Nao szólóénekesként kívánta folytatni, Sat pedig a fripSide-ban folytatta egy új tervvel, amely a fripSide: THE NEXT PROJECT nevet kapta.
Nao énekesi helyét Nandzsó Josino szinkronszínésznő vette át. Az együttes 2009. november 4-én debütált újra az Only My Railgun kislemezével – amely a Toaru kagaku no Railgun animeadaptációjának első nyitódala volt – már a Geneon Universal Entertainmenttel szerződésben. A kislemez a 3. helyet érte el az Oricon heti kislemez eladási listáján 26 000 eladott példánnyal, amely jóval meghaladta a Flower of Bravery 2008-as 26. helyét.
Következő kislemezük a Toaru kagaku no Railgun második nyitódalául szolgáló Level 5 (Judgelight) volt, amely 2010. február 17-én jelent meg. A 2010. október 13-án megjelent Future Gazer a Toaru kagaku no Railgun OVA-epizódjának nyitódala volt. A 2011. augusztus 24-én megjelent Heaven is a Place on Earth a Hajate no gotoku filmfeldolgozásának nyitótémája volt. Következő Way to Answer című kislemezük 2011. december 14-én jelent meg és a Toaru kagaku no Railgun PSP játék nyitódalaként is hallható volt. A Toaru kagaku no Railgun S első nyitódalaként is hallható Sister’s Noise kislemeze 2013. május 8-án került a boltokba, s az első hét leforgása alatt az Oricon heti kislemez eladási listáján a vezető helyet érte el 27 000 eladott példányszámmal. Az Eternal Reality kislemezét 2013. augusztus 21-étől értékesítették és a Toaru kagaku no Railgun S második nyitódalaként is hallható.
A fripSide legújabb kislemeze, a Black Bullet 2014. május 14-én jelent meg és a Black Bullet animesorozat nyitótémájaként is hallható.

## Tagok
- Nao (ének és dalszöveg) – 2009. március 15-én kilépett az együttesből
- Jaginuma Szatosi (Sat) (zeneszerzés, rendezés, tervezés, dalszöveg, gitár)
- Nandzsó Josino (ének és dalszöveg) – 2009. július 28-án csatlakozott a fripSidehoz énekesként

### Zenei stáb
- Arai Kendzsi (zenei rendező)
- Okamoto Takumi (zenei rendező)
- masa (kórus, szintetizátor)
- Maya (gitár)
- Togucsida Takahiro (gitár)
- a2c (gitár)
- Jamasita Sinicsiro (lyrics)
- Graphica3810 (dizájn)
- Kula (menedzsment)
- riko (kórus)

## Diszkográfia

### fripSide (Nao)

#### Kislemezek
|    | Megjelenés       | Cím               | Dalok | Megjegyzés                                                  |
| -- | ---------------- | ----------------- | --- | ----------------------------------------------------------- |
| 1. | 2008. július 16. | Flower of Bravery | 1. flower of bravery (Koihime muszó anime nyitótéma) 2. sky -version 2008- 3. flower of bravery (ének nélküli) 4. sky -version 2008- (instrumentális) | Az Oricon heti kislemez eladási listáján 26. helyet ért el. |

#### Eredeti albumok
|    | Megjelenés                                        | Cím                        | Dalok |
| -- | ------------------------------------------------- | -------------------------- | --- |
| 1. | 2003. április 12.                                 | 1st odyssey of fripSide    | 1. introduction 2. distant moon 3. come to mind 4. Love to sing 5. colorless fate 6. your ocean [Azure Reproduct Mix] 7. be sure... [Album Mix] 8. bright days 9. in the future -side02- 10. Love to sing [HEVENS WiRE RMX] 11. end game |
| 2. | 2004. március 28.                                 | 2nd fragment of fripSide   | 1. second fragment 2. sky 3. transitory orbit 4. message 5. save me again 6. tearful voice 7. belief 8. stellar 9. detour -fripSide edition- 10. crying moon 11. belief [Tri-Hedge RMX] 12. storm of sorrow |
| 3. | 2005. június 23.                                  | 3rd reflection of fripSide | 1. an evening calm 2. reminiscense blue 3. nostalgia 4. transient wind 5. vanity destroyer -fripSide edition- 6. velocity -fripSide+vin-PRAD- 7. splash emotion 8. colors of summer dream 9. planet illusion 10. sky [sLab reproduct mix] 11. bright days -version 2005- 12. distant moon -version2005- |
| 4. | 2007. augusztus 24.                               | binarydigit                | 1. binary digit 2. hurting heart (Sinkjoku Szókai Polyphonica THE BLACK főcímdal) 3. misery (Kanodzsotacsi no rjúgi szereplődal) 4. prominence -version 2007- 5. refine progress (Scramble Heart főcímdal) 6. heat your wave 7. libration crisis (Scramble Heart főcímdal) 8. never no astray (Katakoi no cuki zárótéma) 9. transient wind -version 2007- 10. dream myself! (Keitai Keidzsi ~Ozemicsi szakurako no dzsiken-bo midori no megane szacudzsin dzsiken~ dráma CD témazene) 11. true eternity -album version- 12. brave new world (Planetarian dráma CD betétdal) |
| 4. | 2007. augusztus 24.                               | binarydigit                | Ráadás lemez (csak a limitált kiadás tartalmazza) 1. hurting heart -nao piano arrange- 2. feeling trust |
| 5. | Szoftverforgalmazói változat 2008. szeptember 16. | split tears                | 1. before dawn daybreak (Before Dawn Daybreak ~Sinen no utahime~ témazene) 2. split tears (Katakoi no cuki betétdal) 3. praying over (album version) 4. magicaride (Magica Ride betétdal) 5. fictional moon (album version) 6. snow blind (album version) 7. snow blind -after- 8. spiral of despair 9. escape -version 2008- 10. tomorrow (Katakoi no cuki zárótéma) 11. eternal twinkle (Twinkle Crusaders zárótéma) |
| 5. | Főforgalmazói változat 2008. szeptember 17.       | split tears                | 1. before dawn daybreak (Before Dawn Daybreak ~Sinen no utahime~ témazene) 2. split tears (Katakoi no cuki betétdal) 3. praying over (album version) 4. magicaride (Magica Ride betétdal) 5. fictional moon (album version) 6. snow blind (album version) 7. snow blind -after- 8. spiral of despair 9. escape -version 2008- 10. tomorrow (Katakoi no cuki zárótéma) 11. eternal twinkle (Twinkle Crusaders zárótéma) |

#### További albumok
|        | Megjelenés                                                  | Cím                                                          | Dalok |
| ------ | ----------------------------------------------------------- | ------------------------------------------------------------ | --- |
| Best   | 2006. július 15.                                            | the very best of fripSide 2002-2006 (együttesi változat)     | Disc1 nao Side 1. come to mind 2. sky 3. an evening calm 4. save me again 5. nostalgia (Reminiscence Blue videójáték zárótémája) 6. transitory orbit 7. colorless fate 8. crescendo 9. velocity -fripSide+vin-PRAD- 10. bright days -version 2005- 11. splash emotion 12. end game 13. crying moon 14. distant moon                                                                     |
| Best   | 2006. július 15.                                            | the very best of fripSide 2002-2006 (együttesi változat)     | Disc2 sat Side 1. the chaostic world 2. vanity destroyer 3. message 4. reminiscence blue (Reminiscence Blue videójáték nyitótémája) 5. melody -reset+fripSide- 6. love to sing 7. stellar 8. transient wind (Four-leaf videójáték témazenéje) 9. absolute one 10. colors of summer dream 11. planet illusion 12. be sure... -album mix- 13. belief 14. your ocean -azure reproduct mix- |
| Best   | 2006. december 29.                                          | the very best of fripSide 2002-2006 (kereskedelmi változat)  | Disc1 nao Side 1. Red -reduction division- (Kanodzsotacsi no rjúgi nyitótéma) 2. sky 3. an evening calm 4. save me again 5. nostalgia 6. transitory orbit 7. colorless fate 8. crescendo 9. velocity -fripSide+vin-PRAD- 10. bright days -version 2005- 11. splash emotion 12. come to mind 13. crying moon 14. distant moon                                                            |
| Best   | 2006. december 29.                                          | the very best of fripSide 2002-2006 (kereskedelmi változat)  | Disc2 sat Side 1. the chaostic world 2. vanity destroyer 3. message 4. reminiscence blue 5. melody -reset+fripSide- 6. true eternity (Kanodzsotacsi no rjúgi zárótéma) 7. stellar 8. transient wind 9. absolute one 10. love to sing 11. planet illusion 12. belief 13. your ocean -azure reproduct mix- 14. Red -reduction division- (tkm vs sat RMX)                                  |
| Remix  | 2008. december 28.                                          | Re:product mixes ver.0.1 (Comic Market 75 limitált változat) | 1. hurting heart [Jju-Ri-Mix] 2. Red -reduction division- [sat vs tkm RMX ver.2.1] 3. magicaride [Kai Re:Product RMX] 4. vanity destroyer [Tkm Re:Product RMX] 5. spiral of despair [tkm Re:product RMX] 6. an evening calm [Kai Re:product RMX] 7. Red -reduction division- [sat vs tkm RMX]                                                                                           |
| CD-BOX | 1. kiadás 2009-es limitált kiadás 2009. július 17.          | nao complete anthology 2002-2009 -my graduation-             | 105 dal |
| CD-BOX | 1. kiadás Comic Market 77 előértékesítés 2009. december 29. | nao complete anthology 2002-2009 -my graduation-             | 105 dal |
| CD-BOX | 1. kiadás általános értékesítési 2010. március 26.          | nao complete anthology 2002-2009 -my graduation-             | 105 dal |
| CD-BOX | 2. kiadás általános értékesítési 2011. január 28.           | nao complete anthology 2002-2009 -my graduation-             | 105 dal |

#### fripSide NAO project!

##### Kislemez
|    | Megjelenés          | Cím                             | Dalok | Megjegyzés                                                  |
| -- | ------------------- | ------------------------------- | --- | ----------------------------------------------------------- |
| 1. | 2008. augusztus 20. | Jappari szekaiha atasi☆legend!! | 1. Jappari szekaiha atasi☆legend!! (Koihime muszó anime zárótémája) 2. Pool • Vacation 3. Jappari szekaiha atasi☆legend!! (ének nélküli) 4. Pool • Vacation (ének nélküli) | Az Oricon heti kislemez eladási listáján 32. helyet ért el. |

##### Eredeti album
|    | Megjelenés       | Cím             | Dalok |
| -- | ---------------- | --------------- | --- |
| 1. | 2008. január 25. | Rabbit Syndrome | 1. Asszenburu☆LOVE szannburu (Ane va erokomi hensúsa ~Indzsú bukkake szeisidó~ témazene) 2. Szena★Szena@Surprise!! (Szena★Szena témazene) 3. Rabbit Syndrome 4. Konniro∞tokimeki!! ~Kigaszetara nugaszanai~ (Imouto ni! Szukumizu kiszetara nugasanai! témazene) 5. Kagajake! dreamin'gir' 6. Koibito☆Accent!! (Koibito dósi de szuru koto zenbu témazene) 7. Wireless Cosmic (RADiO Tinkuru☆Kuruszeidászu webrádió témazene) 8. Reversible Romance 9. HAPPY Generation (Moe Dora CD School Heart's dráma CD témazene) 10. Szena★Szena@Surprise!! -szeibucu RMX- 11. Asszenburu☆LOVE szannburu -R.S.PV RMX- |

### fripSide (Josino)

#### Kislemezek
|    | Megjelenés          | Cím                        | Dalok | Megjegyzés                                                  |
| -- | ------------------- | -------------------------- | --- | ----------------------------------------------------------- |
| 1. | 2009. november 4.   | Only My Railgun            | 1. only my railgun (Toaru kagaku no Railgun anime első nyitótéma) 2. late in autumn 3. only my railgun (instrumentális) 4. late in autumn (instrumentális) | Az Oricon heti kislemez eladási listáján 3. helyet ért el.  |
| 2. | 2010. február 17.   | Level 5 (Judgelight)       | 1. LEVEL 5 -judgelight- (Toaru kagaku no Railgun anime második nyitótéma) 2. memory of snow 3. LEVEL 5 -judgelight- (instrumentális) 4. memory of snow (instrumentális) | Az Oricon heti kislemez eladási listáján 4. helyet ért el.  |
| 3. | 2010. október 13.   | Future Gazer               | 1. future gazer (Toaru kagaku no Railgun OVA nyitótéma) 2. fortissimo-the ultimate crisis- (Fortissimo//Akkord:Bsusvier témazene) 3. future gazer (instrumentális) 4. fortissimo-the ultimate crisis- (instrumentális) | Az Oricon heti kislemez eladási listáján 4. helyet ért el.  |
| 4. | 2011. augusztus 24. | Heaven is a Place on Earth | 1. Heaven is a Place on Earth (Hajate no gotoku! film nyitótéma) 2. The end of summer 3. Heaven is a Place on Earth (instrumentális) 4. The end of summer (instrumentális) | Az Oricon heti kislemez eladási listáján 19. helyet ért el. |
| 5. | 2011. december 14.  | Way to Answer              | 1. Way to Answer (Toaru kagaku no Railgun PSP videójáték nyitótéma) 2. Last Fortune (Twinkle Crusaders PSP videójáték nyitótéma) 3. Way to Answer (instrumentális) 4. Last Fortune (instrumentális) | Az Oricon heti kislemez eladási listáján 15. helyet ért el. |
| 6. | 2013. május 8.      | Sister’s Noise             | 1. sister's noise (Toaru kagaku no Railgun S első nyitótéma) 2. I'm believing you 3. sister's noise (instrumentális) 4. I'm believing you (instrumentális) | Az Oricon heti kislemez eladási listáján 1. helyet ért el.  |
| 7. | 2013. augusztus 21. | Eternal Reality            | 1. eternal reality (Toaru kagaku no Railgun S második nyitótéma) 2A. scorching heart (B-oldali dal az általános és limitált kiadáshoz) 2B. waiting for the moment (B-oldali dal az animés kiadáshoz) 3A. eternal reality (instrumentális) (általános és limitált kiadáshoz) 3B. eternal reality (anime változat) (csak az animés kiadáshoz) 4A. scorching heart (instrumentális) (általános és limitált kiadáshoz) 4B. eternal reality (instrumentális) (csak az animés kiadáshoz) | Az Oricon heti kislemez eladási listáján 9. helyet ért el.  |
| 8. | 2014. május 14.     | Black Bullet               | 1. black bullet (Black Bullet nyitótéma) 2. pico scope -SACLA- (Mirai kósi: Harima Sacla témazene) 3. black bullet (instrumentális) 4. pico scope -SACLA- (instrumentális) | Az Oricon heti kislemez eladási listáján 6. helyet ért el.  |

#### Albumok
|    | Megjelenés           | Cím                                  | Dalok |
| -- | -------------------- | ------------------------------------ | --- |
| 1. | 2010. december 1.    | Infinite Synthesis                   | 1. only my railgun (Toaru kagaku no Railgun anime nyitótéma) 2. LEVEL5-judgelight- (Toaru kagaku no Railgun anime második nyitótéma) 3. everlasting (limitált kiadású Aa! Megami-szama! témazene) 4. late in autumn 5. future gazer (Toaru kagaku no Railgun OVA nyitótéma) 6. Kanasii szeiza 7. crossing over 8. closest love (Areas ~Koi Suru Otome no 3H~ nyitó- és zárótéma) 9. meditations 10. trusty snow 11. lost answer 12. eternal pain 13. stay with you |
| 2. | 2012. január 1.      | fripSide PC game compilation vol. 01 | 1. Hidamari Basket (Hidamari Basket nyitótéma) 2. Trust in You (Lillian’s RADIO Twinkle Crusaders vol. 3) 3. Aliss in Losso (Aliss Muppet témazene) 4. Colorless Fate -ver.Luna 2011- (Ima mo icuka mo Faluna Luna szereplődal) 5. Triptych -fripSide arrange version- (from ALcot’s vocal arrange album growing) 6. Spiral of Despair -resurrection- (Chikan Senyou Sharyou 2 témazene) 7. Miracle Luminous (Ren’ai Katei Kyoushi Rurumi★Coordinate! témazene) 8. Star Carnival (Twinkle☆Crusaders GoGo! STARLIT BRAVE témazene) 9. Prismatic Fate (Prism☆Magical zárótéma) 10. Prism (Hidamari Basket zárótéma) 11. Whisper of Winter (album exclusive) |
| 3. | 2012. december 5.    | Decade                               | 1. DECADE 2. Way to Answer (Toaru kagaku no Railgun PSP videójáték nyitótéma) 3. Fortissimo -the ultimate crisis- (Fortissimo//Akkord:Bsusvier témazene) 4. Come to Mind - ver. 3 5. Heaven is a Place on Earth (Hajate no gotoku! film nyitótéma) 6. Fortissimo -from insanity affection- (Fortissimo EXS//Akkord:nächsten Phase témazene) 7. Grievous Distance 8. Whitebird 9. A Silent Voice 10. Message - Ver. 2 11. Re:ceptivity 12. Infinite Orbit (Galaxy Dungeon témazene) 13. Endless Memory ～refrain as Da Capo～ (D.C.III R ~ Da Capo III ~ Earl témazene)                                                                                    |
| 4. | 2014. szeptember 10. | Infinite Synthesis 2                 | 1. sister's noise (Toaru kagaku no Railgun S anime nyitótéma) 2. infinite synthesis 3. fermata~Akkord:fortissimo~ (Kadenz fermata//Akkord:fortissimo PSV játék témazene) 4. lost dimension (Lost Dimension PSP játék témazene) 5. I'm believing you 6. Secret of my heart 7. eternal reality (Toaru kagaku no Railgun S anime második nyitótéma) 8. black bullet (Black Bullet anime nyitótéma) 9. rain of tears 10. scorching heart 11. waiting for the moment 12. always be with you 13. true resonance |

#### Videójátékok zenei lemezei és kapcsolódó dalok
| Megjelenés          | Cím                                                         | Dalok |
| ------------------- | ----------------------------------------------------------- | --- |
| 2007. december 29.  | ALcot Vocal Arrange Album Growing                           | 1. Triptych -fripSide Arrange Version- 2. Cuki to jume -fripSide Arrange Version- |
| 2009. február 27.   | RADiO Twinkle☆Crusaders vol.3                               | 1. Trust In You 2. Trust In You (instrumentális) |
| 2009. december 11.  | Hidamari Basket Vocal Collection                            | 1. Hidamari Basket (Hidamari Basket nyitótéma) 2. Prism (Hidamari Basket zárótéma) 3. Hidamari Basket (instrumentális) 4. Prism (instrumentális)                                                     |
| 2010. március 26.   | Areas～Koi szuru otome no 3H～ Theme Song CD                | 1. Closest Love (Areas ~Koi szuru otome no 3H~ témazene) 2. Closest Love (karaoke változat) 3. Closest Love (instrumentális) 4. Closest Love (rövid változat)                                        |
| 2010. augusztus 27. | Prism☆Magical ~PRISM Generations!~ Magical☆Vocal Collection | 1. Prismatic Fate (Prism☆Magical második nyitótéma) |
| 2011. augusztus 26. | Renai katei kjósi rurumi★Coordinate! Original Soundtrack    | 1. Miracle Luminous (Renai katei kjósi rurumi★Coordinate! nyitótéma) |
| 2012. február 24.   | Hacujuki Szakura Special Soundtrack                         | 1. Hesitation Snow (Hacujuki Szakura nyitótéma) 2. Hesitation Snow (instrumentális) |
| 2012. május 25.     | Hacujuki Szakura Complete Soundtrack                        | 1. Hesitation Snow (Hacujuki Szakura nyitótéma) |
| 2012. december 24.  | Koiken Otome Vocal Collection                               | 1. Sword of Virgin (Koiken Otome nyitótéma) 2. Happy Go Round (Koiken Otome zárótéma) 3. Sword of Virgin (instrumentális) 4. Happy Go Round (instrumentális)                                         |
| 2013. november 29.  | Izayoi no Fortuna Original Soundtrack CD                    | 1. Fortuna on the Sixteenth Night (Izajoi no Fortuna nyitótéma) 2. With the Light (Izajoi no Fortuna zárótéma) 3. Fortuna on the Sixteenth Night (instrumentális) 4. With the Light (instrumentális) |
| 2014. március 28.   | Clover Heart’s -Reproduct mix-                              | 1. Clover Heart's -Re:product mix- (kórus változat) 2. Clover Heart's -Re:product mix- (fél kórus változat) 3. Clover Heart's -Re:product mix- (kórus nélküli változat)                              |
| 2014. április 25.   | Koiken Otome ~Revive~ Original Soundtrack                   | 1. Blaze of Reunion (Koiken Otome ~Revive~ nyitótéma) 2. Blaze of Reunion (instrumentális) |

### További közreműködések
- magic "a" ride Vocal CD (magic "a" ride videójáték nyitótéma) – 2008. július 4-én jelent meg. A játékot előrendelők kaphatták meg ezt a lemezt, csak az első dalt készítette a fripSide.
- Katakoi no cuki First Edition Special Vocal Collection – 2-4. számig készítette a fripSide (Split Tears, Tomorrow és Never no Astray)
- spiral of despair -resurrection- (Csikan szenjó sarjó 2 – Hófiku no csidzsoku densa nyitótéma) – A fripSide nevében Rita énekelte. A dal azután készült, hogy Nao kilépett a fripSideból.
- brave new world　(A Planetarian Key és Visual Arts által készített dráma CD adaptációjának betétdala)
- Rjúszei no Bifrost (Hyperdimension Neptunia nyitótéma) – Nao 2011-ben megjelent száma (ekkor már nem volt az együttes tagja)
- re:ceptivity – a Decade albumban jelent meg Nao énekével